# Буково (Підляське воєводство)
Буково (пол. Bukowo) — село в Польщі, у гміні Райґруд Ґраєвського повіту Підляського воєводства.
Населення — 43 особи (2011).
У 1975-1998 роках село належало до Ломжинського воєводства.

## Демографія
Демографічна структура станом на 31 березня 2011 року:
|          | Загалом | Допрацездатний вік | Працездатний вік | Постпрацездатний вік |
| -------- | ------- | ------------------ | ---------------- | -------------------- |
| Чоловіки | 24      | 8                  | 13               | 3                    |
| Жінки    | 19      | 3                  | 12               | 4                    |
| Разом    | 43      | 11                 | 25               | 7                    |